# Reaktionsdreieck

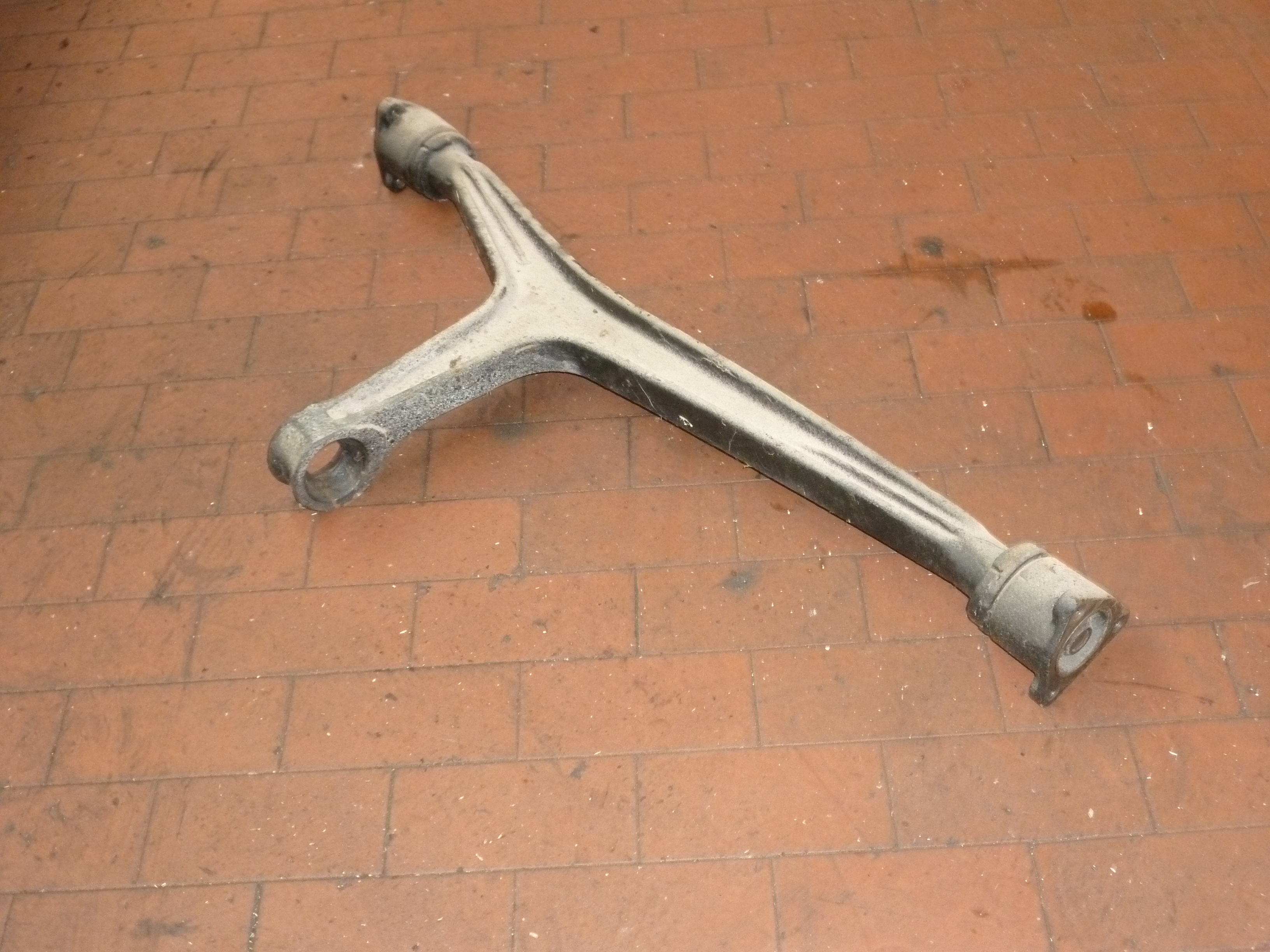
Reaktionsdreieck

Reaktionsdreieck ist eine Bezeichnung des Herstellers Alfa Romeo für einen Dreieckslenker zur Führung starrer Hinterachsen. Alfa Romeo verwendete diese Bauart bei Modellen der 1950er und 1960er Jahre, etwa bei der Alfa Romeo Giulia Limousine (105/115). 
Aufgabe des Reaktionsdreiecks ist es, die Hinterachse seitlich zu führen und zusammen mit den unteren Längslenkern die Beschleunigungs- und Brems-Reaktionskräfte aufzunehmen. Es ist an zwei Punkten am Chassis und mit einem Kugelgelenk an der Achse befestigt. Bei den Modellen von Alfa Romeo war der Lenker vorne links und rechts an der Karosserie und hinten seitlich (um Bauhöhe zu sparen) am Differentialgehäuse mit Gummilagern verschraubt.
Solche Dreieckslenker finden sich im auch im Ford Corcel, Dacia 1300, Renault 12 und den daraus abgeleiteten Fahrzeugen Renault 15, 17 und 18. Das Achsrohr der nicht angetriebenen Hinterachse ist hier leicht nach oben gekröpft, um das in der Mitte sitzende Gummilager aufzunehmen.
BMW führte eine ähnliche Aufhängung (statt Längslenker unten dienen die Traghebel der Drehstabfedern zur Längsführung) 1935 mit dem 326 ein und verwendete sie bis zum BMW 501/502. Daher gibt es sie auch bei EMW und Bristol.
Bei der De-Dion-Achse der großen Opel-Modelle war der Dreieckslenker nach hinten gerichtet. Dies wirkt gegen Bremstauchen; vorne wäre dem Lenker auch das am Wagenboden aufgehängte Differential im Weg gewesen.
Beim Ford Cortina Lotus war das Reaktionsdreieck unten am Differentialgehäuse angelenkt.
Das gleiche Prinzip wirkt bei der Hinterachsaufhängung des Ford Taunus TC/Cortina Mk III und des Leyland P76, das Dreieck ist dort in zwei einzelne diagonale Stäbe aufgelöst, die links und rechts am Differentialgehäuse angelenkt sind.
Für den Sporteinsatz wurde für Alfa Romeo die Gleitsteinachse entwickelt: statt von einem Dreieckslenker wird die Achse mit einem Gleitstein in einer Schiene geführt.